# 백수련
백수련(白水蓮, 1940년 2월 29일~ 본명: 황화순)은 대한민국의 배우이다.

## 이력
1958년 연극배우 첫 데뷔하였고 1961년 MBC 문화방송 성우 1기로 정식 데뷔 후 1964년 TBC 동양방송 성우 1기로 이적하였다. 1981년 KBS 드라마 《길》로 브라운관 데뷔 이후, 1990년 드라마 《대추나무 사랑걸렸네》에 출연했지만 남편인 김인태가 탤런트 협회 회장으로 배우의 처우개선을 위해 노력한 것이 결국 원인이 되어 3년 뒤에 작품에서 하차 한 이후 16년 남짓 드라마에 거의 출연하지 못하였다. 2009년 영화 《김복남 살인 사건의 전말》에 할매 역으로 영화에 데뷔하였다.

## 가족 관계
배우자는 연기자 김인태이며 아들은 영화배우 김수현이다.

## 출연작

### 연극
- 1993년 《이괄과 흥안군》 ... 온빈 청주 한씨 역(조연)

### 드라마
- 1981년 KBS1 주간연속극 《길》
- 1982년 KBS1 특집드라마 《우둥불》... 이씨 역
- 1983년 KBS1 특집드라마 《어머님 날 낳으시고》
- 1983년 KBS1 특집드라마 《빛과 사슬》
- 1983년 KBS1 특집드라마 《하늘은 알고 있다》
- 1985년 KBS1 특집드라마 《진도아리랑》
- 1986년 KBS1 특집드라마 《초혼가》
- 1988년 KBS1 특집드라마 《바라밀》
- 1989년 KBS2 주말연속극 《사랑의 굴레》 ... 선미의 이모 역
- 1989년 KBS1 특집드라마 《영주의 증명》
- 1990년 KBS2 일요아침드라마 《대추나무 사랑걸렸네》 ... 황민달(황놀부) 부인 김씨 역
- 1992년 KBS1 대하드라마 《삼국기》 ... 계백 모 역
- 1996년 SBS 때로는 타인처럼
- 2011년 KBS2 단막극 《KBS 드라마 스페셜 - 기쁜 우리 젊은 날》 ... 할머니 역
- 2012년 tvN 수목드라마 《로맨스가 필요해 2012》 ... 주열매의 외할머니 역
- 2014년 MBC 월화드라마 《오만과 편견》 ... 백금옥 역
- 2015년 MBC 월화드라마 《화정》 ... 수련개 역
- 2015년 TV조선 & tvN 단막극 《위대한 이야기 - 이산가족 이야기 (TV조선) / 놓지 말자 정신줄 (tvN)》 ... 남숙 역
- 2015년 KBS1 농촌드라마 《오! 할매》 ... 이옥봉 역
- 2015년 KBS2 TV소설 《별이 되어 빛나리》 ... 재균 모 역 (특별출연)
- 2016년 MBC 주말특별기획 《결혼계약》
- 2016년 KBS1 일일연속극 《빛나라 은수》 ... 최여사 역
- 2017년 JTBC 금토드라마 《힘쎈여자 도봉순》 ... 순심여사 역
- 2017년 tvN 월화드라마 《그녀는 거짓말을 너무 사랑해》
- 2017년 JTBC 금토드라마 《맨투맨》
- 2017년 MBC 수목드라마 《병원선》 ... 박오월 역
- 2017년 KBS2 단막극 《KBS 드라마 스페셜 - 나쁜 가족들》 ... 할머니 역
- 2018년 OCN 주말드라마 《작은 신의 아이들》
- 2018년 OCN 수목드라마 《손 the guest》 ... 최민상 엄마 역
- 2024년 Netflix 드라마 《선산》 … 경암사 스님 스승 역

### 영화
- 2010년 《아저씨》 ... 개미굴 노파 역
- 2010년 《김복남 살인 사건의 전말》 ... 동호 할매 역
- 2011년 《마이 블랙 미니드레스》 ... 복권할머니 역
- 2011년 《고양이: 죽음을 보는 두 개의 눈》 ... 치매할머니 역
- 2011년 《기생령》 ... 귀옥 역
- 2012년 《터치》 ... 할머니 역
- 2012년 《세계일주》 ... 구멍가게할머니 역
- 2013년 《창수》 ... 식당아줌마 역
- 2014년 《만신》 ... 김금화 외할머니_김천일 역
- 2014년 《침입자》 ... 할머니 역
- 2015년 《코인라커》 ... 하우스장 역
- 2015년 《돼지 같은 여자》 ... 미자할머니 역
- 2016년 《귀향》 ... 송희 역
- 2019년 《더하우스》 ... 백 여사 역
- 2022년 《인민을 위해 복무하라》 ... 무광 모 역
- 2023년 《보이지 않아》 ... 봄이할머니 역